# (35422) 1998 AF7
1998 AF7 (asteroide 35422) é um asteroide da cintura principal. Possui uma excentricidade de 0.10609370 e uma inclinação de 7.82910º.
Este asteroide foi descoberto no dia 5 de janeiro de 1998 por Beijing Schmidt CCD Asteroid Program em Xinglong.